# Elezioni del Congresso costituente democratico peruviano del 1992
Le elezioni del Congresso costituente democratico peruviano del 1992 si tennero il 22 novembre.
Le consultazioni ebbero luogo dopo l'autogolpe del precedente 5 aprile, in occasione del quale il Presidente Alberto Fujimori aveva sciolto il Parlamento e assunto pieni poteri, assegnando poi ad un'assemblea elettiva il compito di redigere una nuova Carta costituzionale, in sostituzione di quella del 1979.
Tale prerogativa fu attribuita al Congresso costituente democratico (Congreso Constituyente Democrático), che terminò i suoi lavori nel 1993: la nuova Costituzione fu promulgata il 29 dicembre 1993 ed entrò in vigore il 1º gennaio 1994.
Le elezioni furono boicottate dalle principali forze di opposizione, quali Azione Popolare e Alleanza Popolare Rivoluzionaria Americana.

## Risultati
| Liste                                                | Voti      | %     | Seggi |
| ---------------------------------------------------- | --------- | ----- | ----- |
| Cambio 90 - Nuova Maggioranza                        | 3 075 422 | 49,30 | 44    |
| Partito Popolare Cristiano                           | 606 651   | 9,73  | 8     |
| Fronte Indipendente Moralizzatore                    | 486 984   | 7,81  | 7     |
| Rinnovamento Nazionale                               | 440 314   | 7,06  | 6     |
| Movimento Democratico di Sinistra                    | 341 646   | 5,48  | 4     |
| Coordinadora Democrática                             | 328 153   | 5,26  | 4     |
| Fronte Nazionale dei Lavoratori e dei Contadini      | 237 977   | 3,82  | 3     |
| Fronte Popolare Agricolo del Perù                    | 172 923   | 2,77  | 2     |
| Solidarietà e Democrazia                             | 126 822   | 2,03  | 1     |
| Movimento Indipendente Agrario                       | 107 543   | 1,72  | 1     |
| Movimento Indipendente Nuovo Perù                    | 49 998    | 0,80  | –     |
| Frente Emergente Democrático de Retirados Policiales | 42 041    | 0,67  | –     |
| Movimento Indipendente Nazionale                     | 41 921    | 0,67  | –     |
| Frente Civil-Militar-Policial                        | 41 900    | 0,67  | –     |
| Convergenza Nazionale                                | 41 206    | 0,66  | –     |
| Movimento Indipendente Pace e Sviluppo               | 36 596    | 0,59  | –     |
| Movimento Azione Sociale Indipendente                | 36 073    | 0,58  | –     |
| Partito Socialista del Perù                          | 23 512    | 0,38  | –     |
| Totale                                               | 6 237 682 | 100   | 80    |